# Joachim Józef Gnida
Joachim Józef Gnida (ur. 5 stycznia 1953 w Mikołowie, zm. 2 stycznia 1982 w Katowicach) – polski robotnik, pracownik Kopalni Węgla Kamiennego „Wujek” od 14 września 1971, ofiara pacyfikacji kopalni Wujek w grudniu 1981 roku.

## Życiorys
Syn Eryka i Heleny z domu Gałuszka. Uczęszczał do Szkoły Podstawowej im. Karola Świerczewskiego w Tychach. W 1971 ukończył Zespół Szkół Zawodowych dla Pracujących Piotrowickiej Fabryki Maszyn w Katowicach i został tokarzem. Po ukończeniu szkoły pracował w KWK „Wujek” jako ładowacz, młodszy cieśla, a następnie jako górnik.
Do 1976 roku członek PZPR, od 1980 roku członek NSZZ „Solidarność”.
Po wprowadzeniu stanu wojennego brał udział w strajku, który miał miejsce na terenie kopalni w dniach 13–16 grudnia 1981. Podczas pacyfikacji 16 grudnia 1981 został postrzelony z broni maszynowej. Kula trafiła go w głowę. Zmarł 2 stycznia 1982 o godzinie 8:30 w szpitalu w Katowicach-Ochojcu nie odzyskawszy przytomności. Pogrzeb odbył się 7 stycznia 1982 na cmentarzu ewangelickim w Mikołowie. 
Pozostawił żonę Renatę i córkę Aleksandrę (ur. 1979).

## Odznaczenia
W 1990 roku prezydent RP na uchodźstwie Ryszard Kaczorowski odznaczył go pośmiertnie Złotym Krzyżem Zasługi z Mieczami. W 1992 roku prezydent Lech Wałęsa odznaczył go pośmiertnie Krzyżem Kawalerskim Orderu Odrodzenia Polski. Poza tym został także odznaczony Honorową Odznaką Miasta Katowice.
W 2015 pośmiertnie przez prezydenta Andrzeja Dudę został odznaczony Krzyżem Wolności i Solidarności.

## Upamiętnienie

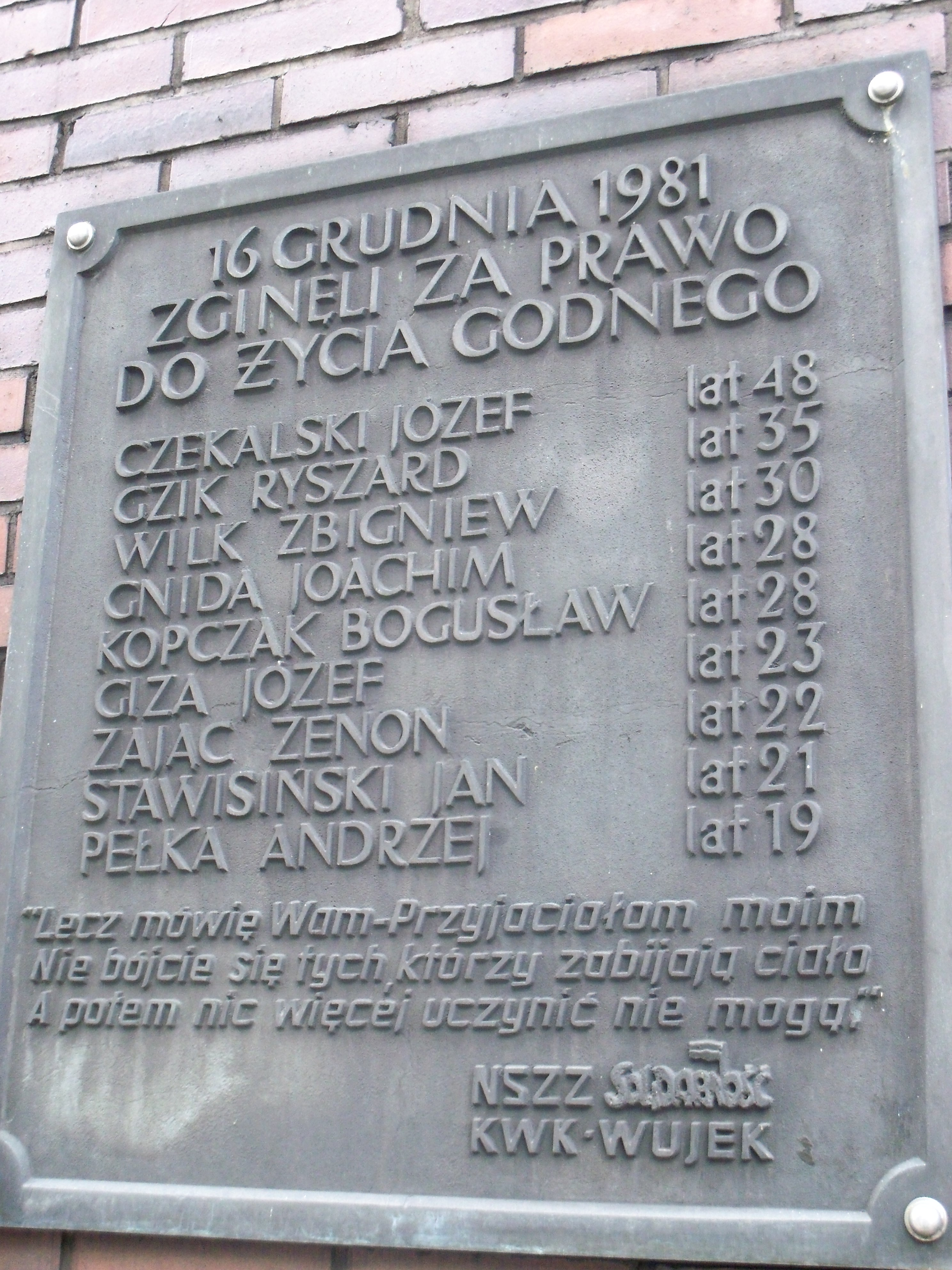
Tablica upamiętniająca ofiary poległe w kopalni „Wujek”.

- Został upamiętniony na pomniku poległych górników KWK „Wujek”[2].
- 13 grudnia 2021 roku w Szkole Podstawowej nr 14 w Tychach, którą ukończył, odsłonięto poświęconą mu tablicę pamiątkową[6][7].